# 柯尼斯堡城堡

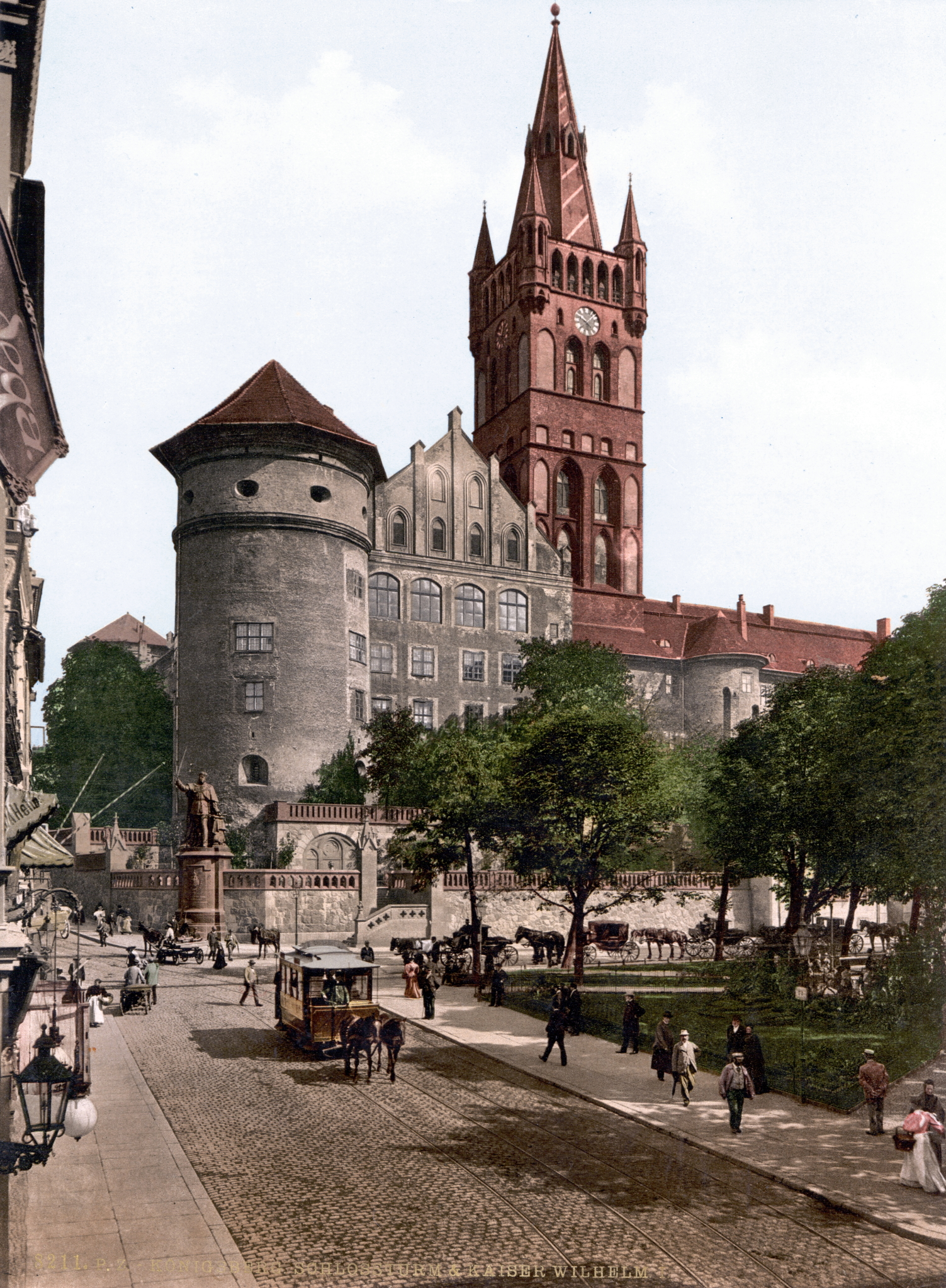
哥尼斯堡城堡，1895年

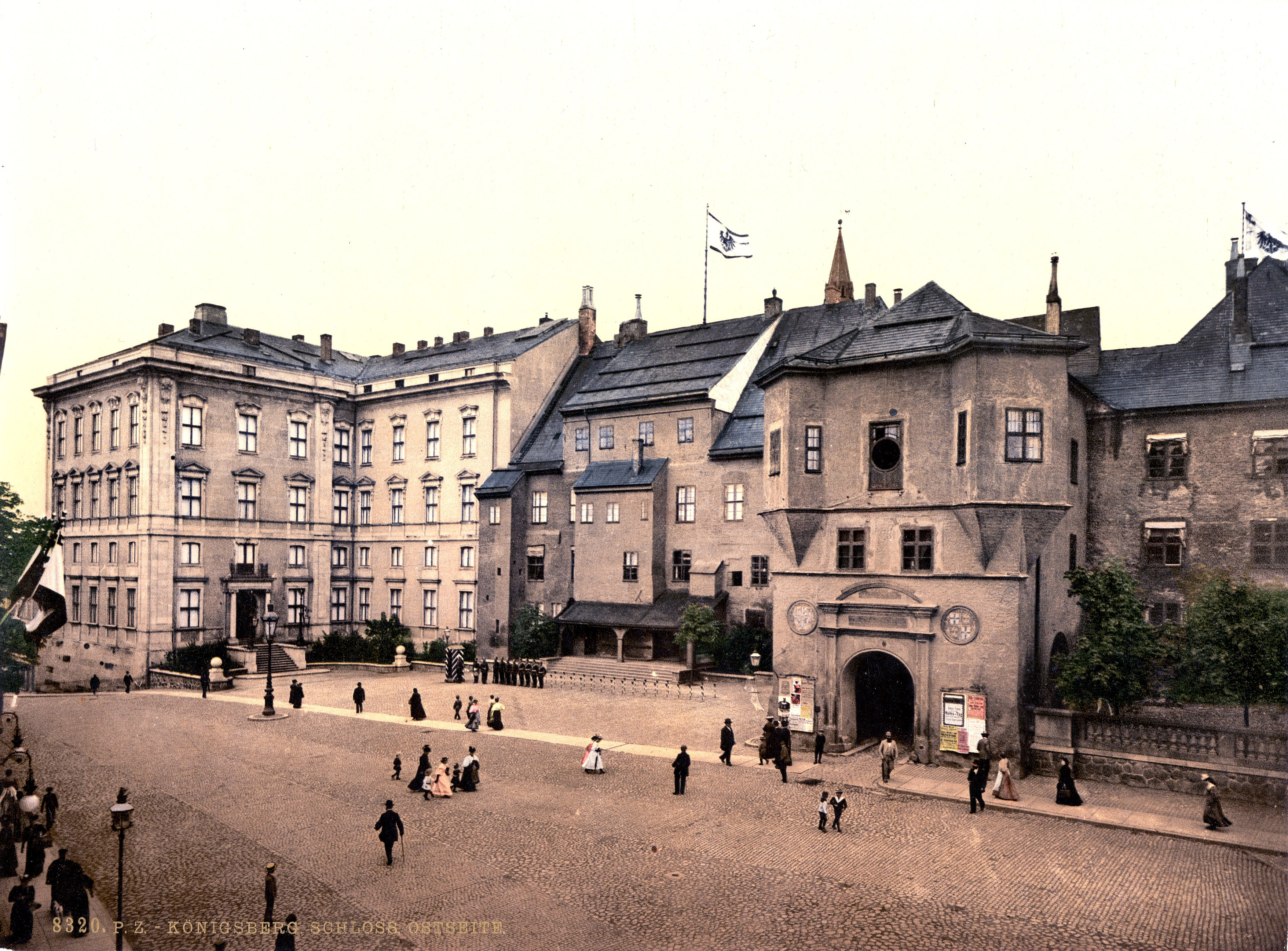
哥尼斯堡城堡东部，1910年

柯尼斯堡城堡（德語：Königsberger Schloss）是德国柯尼斯堡的一座城堡，是东普鲁士首府柯尼斯堡的地标。

## 历史
公元1世纪，日耳曼的哥德族在普列戈利亚河附近建立了Tuwangste要塞，是普鲁士波罗的海地区的战略要地。这个要塞的其他名称包括Twangste、Tvangeste、Twongst、Twoyngst。要塞的名称来自于Gothic单词“wangus”，意思是“在橡树林裡砍树”。因为橡树是雷神Perkūns的代表，所以这个名称能够让人敬畏，不去尝试前进。
1255年，条顿骑士团攻占此地，柯尼斯堡Kneiphof的要塞被重命名，新的Ordensburg城堡於1257年修建。城堡历经扩建加固，直至18世纪。
城堡是條頓騎士團總團長及後來的普魯士統治者的府邸。

第二次世界大战中，英国皇家空军于1944年轰炸柯尼斯堡，城堡被全部烧毁。然而，因为外墙极厚，虽经空中轰炸和后来红军炮兵攻击以及巷战，柯尼斯堡城堡的遗址仍然屹立。后来，被摧毁的柯尼斯堡划归苏联，1946年命名为加里宁格勒。
加里宁格勒是在柯尼斯堡遗址上重建的样板城市。后来，勃列日涅夫命令清除城堡遗址，以达到消除对于“普鲁士军国主义”的怀念。尽管有学生抗议，城堡遗迹还是于1968年被炸毁。同时，旁边哥尼斯堡大教堂的遗址，连同康德的坟墓，都被保留了下来，最终在21世纪重建。

## 现状
今天，加里寧格勒的中央廣場位於城堡原址附近。中央廣場旁邊曾建有「蘇維埃大廈」。
目前，加里宁格勒市政府正激烈辩论，是否使用俄罗斯联邦拨款重建柯尼斯堡城堡。相比附近的柯尼斯堡大教堂，重建城堡涉及另选新址建设，十分困难，所以计划最终被放弃。
2010年6月，加里宁格勒州文化部长Mikhail Andreyev宣布2011年3月举行选民公投，决定是否重建城堡。之前计划的公投（2010年）因为财政压力而推迟了。 
2001年9月起，德国杂志《明镜》资助挖掘城堡的地窖，工程由加里宁格勒区域历史和美术馆负责。明镜杂志希望城堡中的各种宝藏可以被出土，迄今为止已挖掘出數千件文物。
2024年8月，苏维埃大厦清拆完毕。

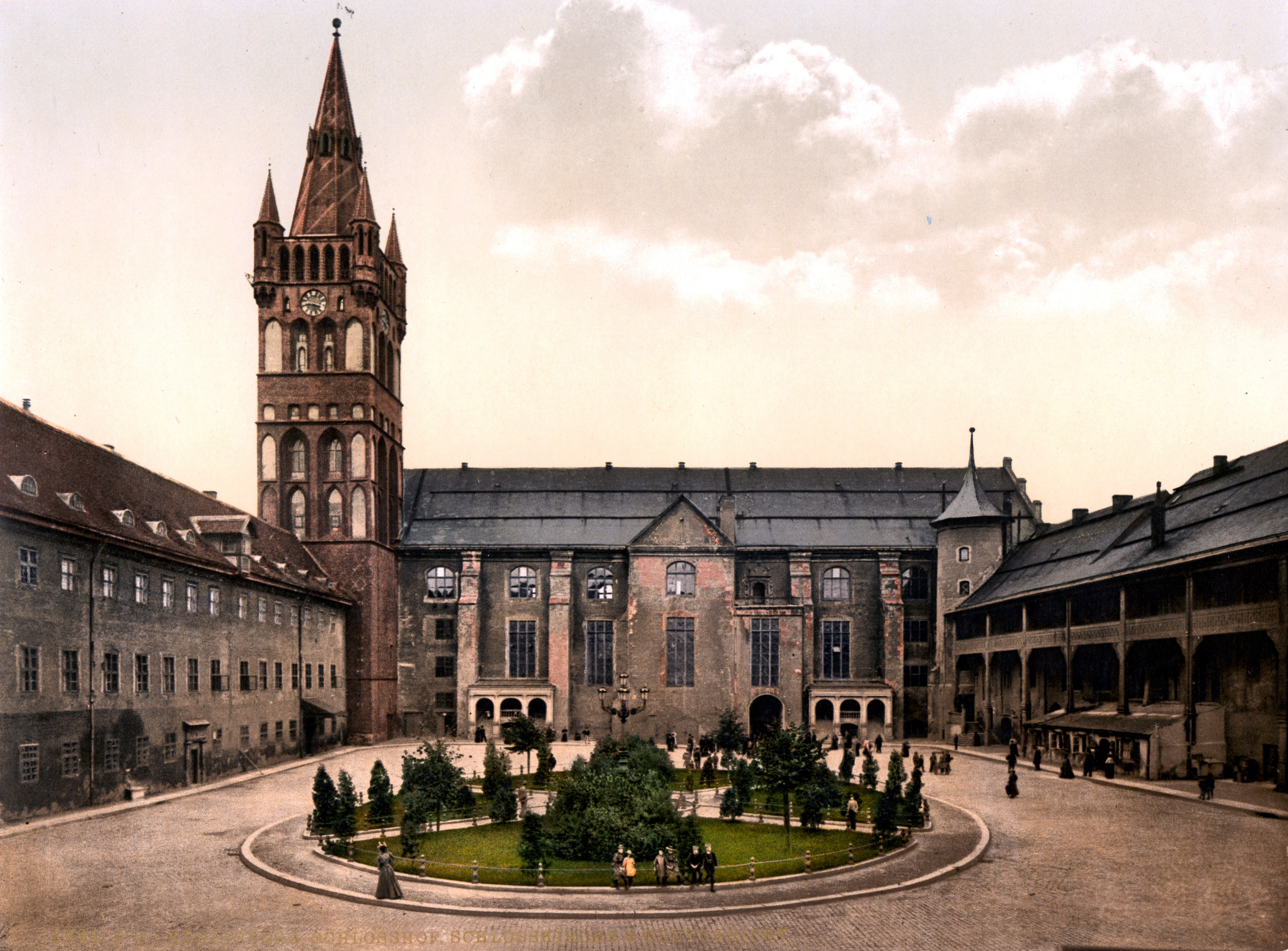
庭院和教堂

## 參看
- 波茨坦协定

## 外部連結
- A wealth of information on Kaliningrad castles （英文）
- An illustrative account of the castle （德文）

54°42′36.78″N 20°30′38.84″E / 54.7102167°N 20.5107889°E